# Afghan Football Club
Maillots
Le Afghan Football Club Chaman (en ourdou : افغان فٹ بال کلب چمن), plus couramment abrégé en Afghan FC, est un club pakistanais de football fondé le 1er 1960 et basé dans la ville de Chaman, dans la région du Baloutchistan, proche de la frontière afghane. 

## Histoire
Fondée en 1960, l'équipe joue ses matchs à domicile au Jamal Nasir Stadium de Chaman.
C'est l'un des membres fondateurs du championnat national à poule unique, instauré en 2004 et dont il a jusqu'à présent disputé toutes les saisons. 
Le club n'a jusqu'à présent jamais remporté de titre au niveau national. Ses meilleurs résultats sont une 2e place à l'issue du championnat 2012, derrière Khan Research Laboratories.

## Personnalités du club

### Présidents du club
- Haji Naseer Ali

### Entraîneurs du club
- Adam Khan